# 왕게과

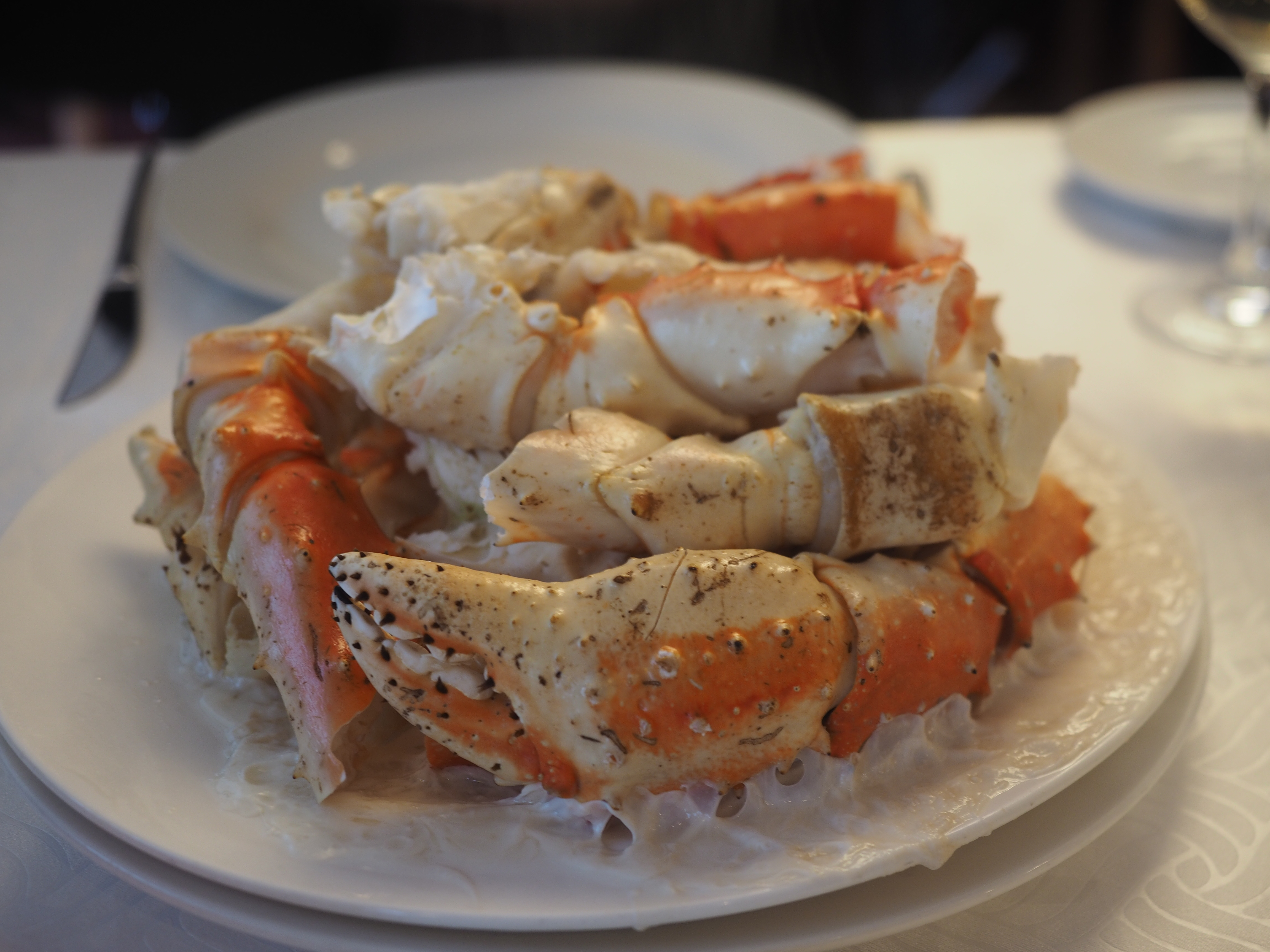

왕게과는 십각목의 과이다. 큰 크기와 고기맛 때문에 많은 품종이 음식으로 널리 포획되어 판매되며, 가장 흔한 것은 붉은 왕게이다.

## 하위 속

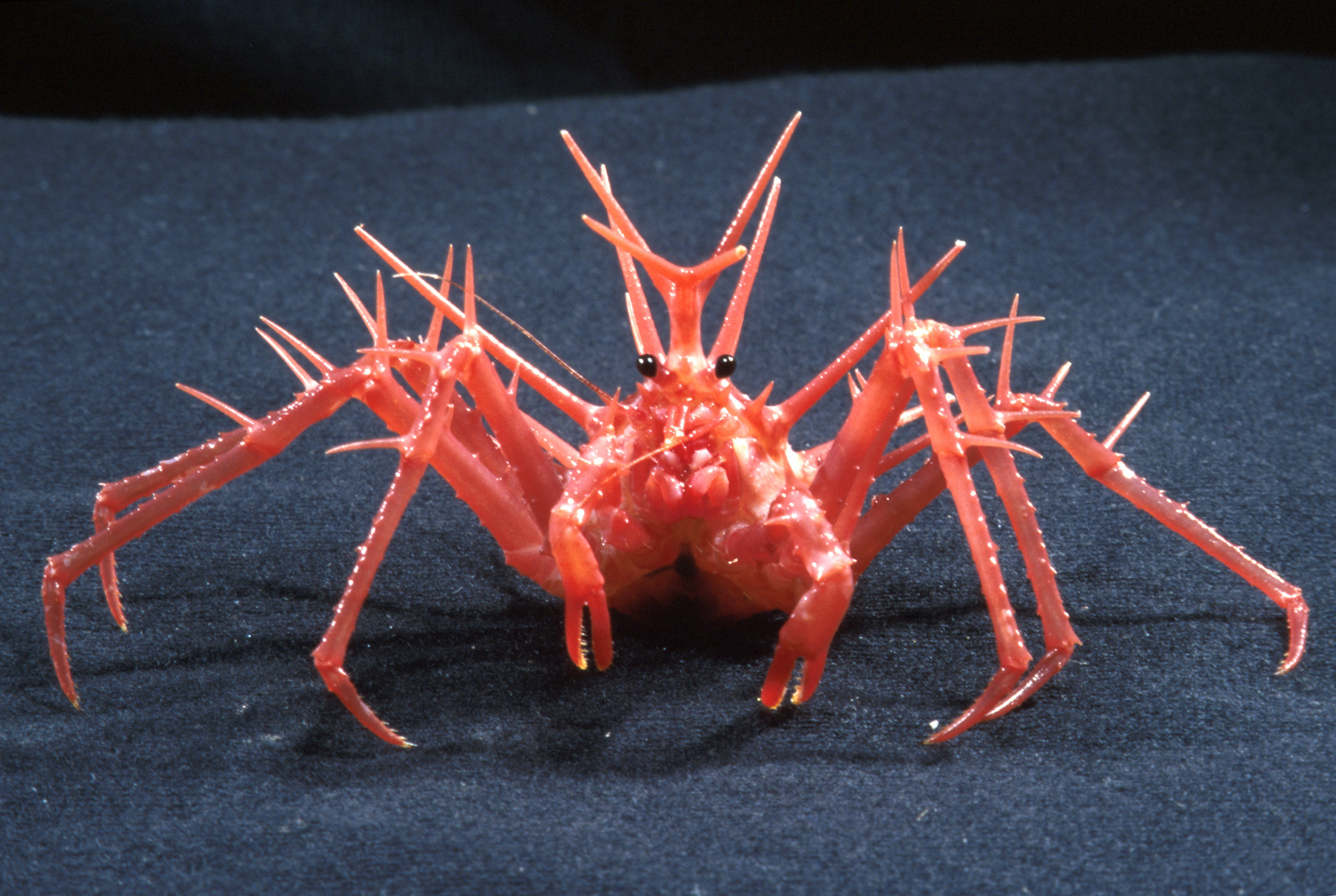

- 왕게속